# قورباغه‌های جنگلی گابن
قورباغه‌های جنگلی گابن (نام علمی: Scotobleps gabonicus) نام یک گونه از تیره قورباغه‌های جیرجیری است.